# Pablo Aurrecochea
Pablo Fernando Aurrecochea Medina (Artigas, 8 de marzo de 1981) es un exfutbolista uruguayo radicado en Paraguay que se desempeñó como arquero. Su último club fue Argentino de Merlo. Se caracterizaba por su peculiar indumentaria, en el que se podía observar plasmado dibujos animados, superhéroes, personajes de ficción, etc.

## Clubes
| Club                 | País      | Año       |
| -------------------- | --------- | --------- |
| Nacional             | Uruguay   | 1999-2001 |
| Argentinos Juniors   | Argentina | 2001-2002 |
| Talleres (RdE)       | Argentina | 2003-2004 |
| Tacuary              | Paraguay  | 2004-2006 |
| Cerro Porteño        | Paraguay  | 2007      |
| Tacuary              | Paraguay  | 2008      |
| Atlético Bucaramanga | Colombia  | 2008      |
| Guaraní              | Paraguay  | 2009-2013 |
| Deportivo Capiatá    | Paraguay  | 2014      |
| Deportes Antofagasta | Chile     | 2014-2015 |
| Atlanta              | Argentina | 2015      |
| Argentino de Merlo   | Argentina | 2016-2017 |

## Palmarés
| Título              | Club     | País    | Año  |
| ------------------- | -------- | ------- | ---- |
| Torneo Apertura     | Nacional | Uruguay | 1998 |
| Torneo Clausura     | Nacional | Uruguay | 1998 |
| Campeonato Uruguayo | Nacional | Uruguay | 1998 |